# Krystyna Klimaszewska

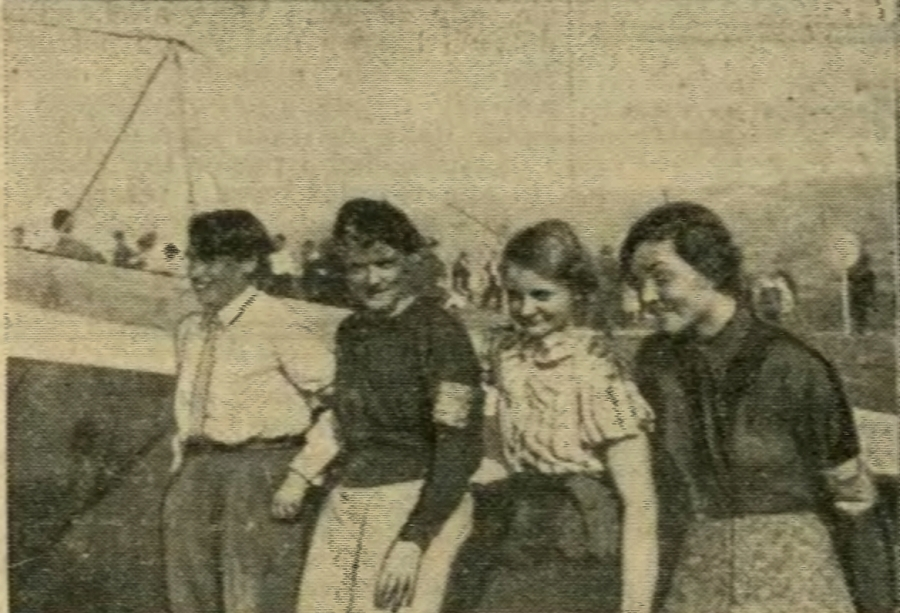
Olimpiada polskiego szybownictwa, Ustjanowa 1935.
Od lewej: Wanda Modlibowska (Aeroklub Poznański), Maria Younga (Lwów), Krystyna Ganowiczówna (Aeroklub Poznański), Jadwiga Maćkowska.

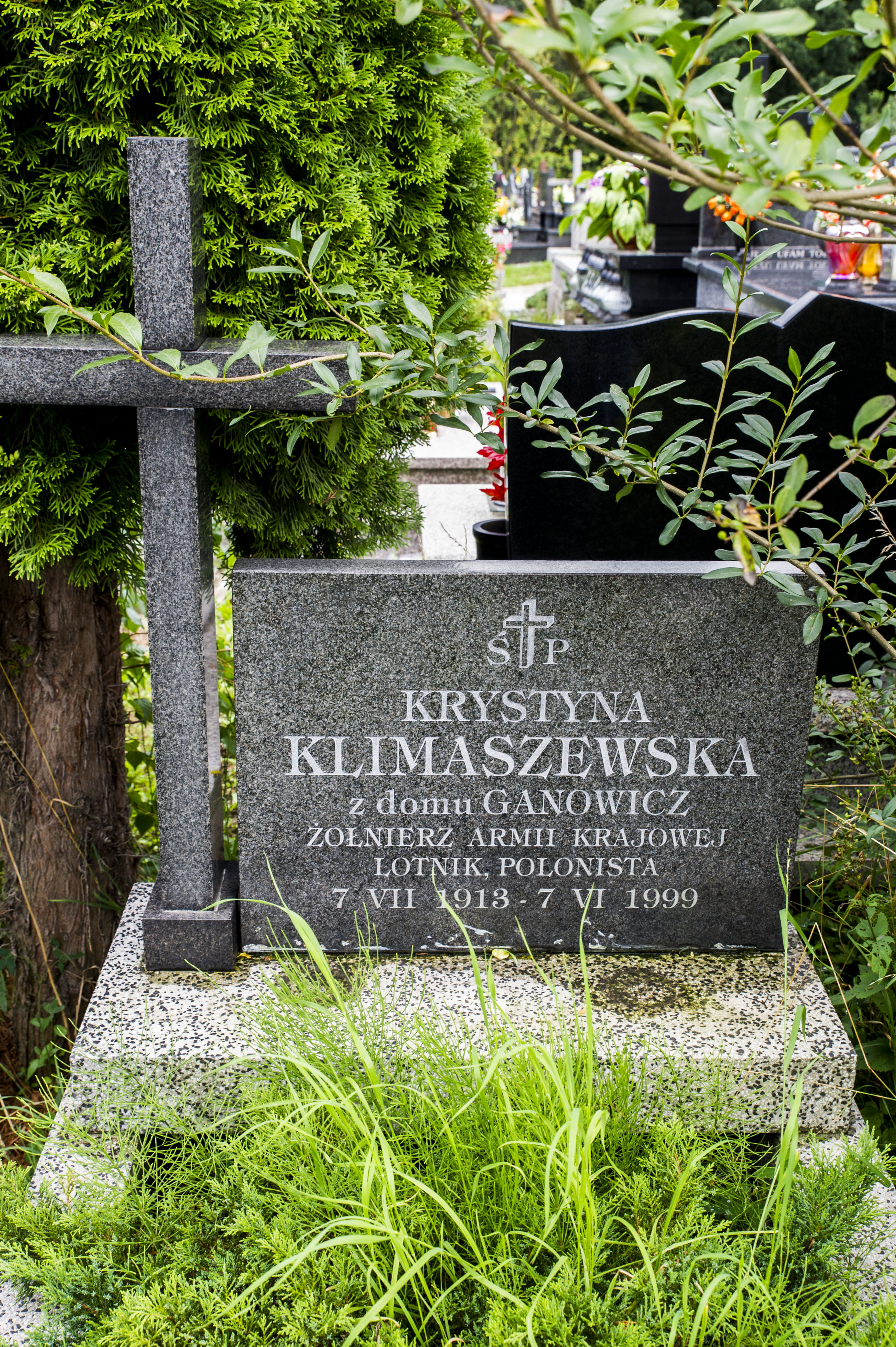
Krystyna Klimaszewska z Ganowiczów, nagrobek na cmentarzu w Nowym Sączu

Krystyna Klimaszewska znana też pod panieńskim nazwiskiem Ganowiczówna (ur. 7 lipca 1913 w Poznaniu, zm. 7 czerwca 1999 w Nowym Sączu) – mistrzyni Polski w szybownictwie z 1935 roku, działaczka ruchu oporu w strukturach Dowództwa Głównego AK (pseud. „Ewa”), mgr filologii polskiej.

## Życiorys
Była córką Czesława Ganowicza i Janiny z Wentzlów. Jej ojciec i wcześniejsi przodkowie wywodzili się z rodziny od co najmniej XVI wieku mieszkającej w Gostyniu. Krystyna miała o rok starszego brata Zbigniewa. Naukę rozpoczęła w Poznaniu. W 1927 roku rodzina przeniosła się do Inowrocławia, gdzie dr Ganowicz otworzył praktykę lekarską. Tam w 1931 roku Krystyna ukończyła Prywatne Gimnazjum Żeńskie im. Marii Konopnickiej. Studiowała na Uniwersytecie Poznańskim. W czerwcu 1938 roku otrzymała dyplom magistra filozofii w zakresie filologii polskiej. 
Wielką pasją Ganowiczówny było szybownictwo. Należała do pierwszej w Polsce Sekcji Szybowniczej Pań, działającej przy Aeroklubie Poznańskim. Od momentu jej powstania, czyli od 10 listopada 1932 roku, była członkinią jej zarządu. Była również chlubą Fordońskiej Szkoły Szybowcowej (w Fordonie k. Bydgoszczy), w której około 1934 roku odbyła szkolenie podstawowe. 25 sierpnia 1935 roku, w trakcie przygotowań do zawodów szybowcowych w Bezmiechowej Górnej, Krystyna Ganowiczówna wykonała pierwszy na świecie nocny szybowcowy lot żaglowy. Latała na szybowcu „Komar”. Utrzymała się w powietrzu przez 5 godzin i 40 minut, w tym około 2 godziny lotu nocnego. Osiągnęła przy tym pułap 950 metrów ponad linią startu. Tuż potem we Lwowie rozpoczęła i pomyślnie ukończyła kurs szybowcowy w lotach na holu za samolotem. Podczas III Krajowych Zawodów Szybowcowych w Ustjanowej, trwających od 22 września do 6 października 1935 roku, Krystyna lecąc na szybowcu „Komar”, ustanowiła kobiecy rekord Polski w wysokości lotu, osiągając 1800 m (dotychczasowy rekord wynosił 975 m. W 1936 roku Ganowiczówna była wyczynową pilotką szybowcową kat. „C”. W grudniu 1936 roku Aeroklub Polski zatwierdził ją jako komisarza pomocniczego Aeroklubu Poznańskiego na zawody szybowcowe w 1937 roku. 
Po ojcu lekarzu, ale także literacie i filozofie, Krystyna odziedziczyła lekkość pióra. W latach trzydziestych napisała wiele opowiadań i artykułów opublikowanych w prasie ogólnokrajowej i regionalnej. Jeszcze w połowie sierpnia 1939 roku prowadziła audycje radiowe. 
W czasie wojny Ganowiczówna mieszkała w Warszawie. Na początku lat czterdziestych rozpoczęła współpracę z konspiracyjnym wywiadem. W tym samym czasie została żoną Sándora Benisa – wywiadowcy Muszkieterów, a później żołnierza ZWZ-AK, poległego w czasie powstania warszawskiego. W konspiracji Benis znany był jako Henryk Klimaszewski. Takie też nazwisko nosiła jego żona. Miała konspiracyjny pseudonim „Ewa”. Była sekretarką w Referacie „997” Oddziału II Komendy Głównej AK (wywiady obce). 
Latem 1947 roku Krystyna Klimaszewska została kierownikiem szybowcowego ośrodka szkoleniowego w Starej Miłosnej, powołanego do życia decyzją Ministerstwa Komunikacji. Ośrodek dysponował siedmioma szybowcami treningowymi, a na pierwszy kurs uczęszczało trzydzieści osób. W połowie lat sześćdziesiątych pracowała w Dziale Wydawnictw Centralnego Instytutu Informacji Naukowo-Technicznej i Ekonomicznej w Warszawie. 
Krystyna Klimaszewska z Ganowiczów zmarła 7 czerwca 1999 roku w Nowym Sączu. Została pochowana na cmentarzu gołąbkowickim.